# ياروسلاف ديدا
ياروسلاف ديدا (بالأوكرانية: Деда Ярослав Мирославович)‏ (28 مايو 1999 بفولين أوبلاست في أوكرانيا - ) هو لاعب كرة قدم أوكراني في مركز الهجوم. شارك مع منتخب أوكرانيا تحت 16 سنة لكرة القدم ومنتخب أوكرانيا تحت 17 سنة لكرة القدم. أما مع النوادي، فقد لعب مع نادي فولين لوتسك.

## وصلات خارجية
- ياروسلاف ديدا على موقع الاتحاد الأوربي (الإنجليزية)
- ياروسلاف ديدا على موقع اتحاد أوكرانيا (الإنجليزية)
- ياروسلاف ديدا على موقع قاعدة بيانات كرة القدم.إي يو (الإنجليزية)
- ياروسلاف ديدا على موقع Soccerway.com (الإنجليزية)
- ياروسلاف ديدا على موقع عالم كرة القدم.نت (الإنجليزية)